# El embargo / El apolítico
El embargo / El apolítico es un EP del músico chileno Pedro Yáñez, primero director y fundador de la banda Inti-Illimani, lanzado en 1973 por el sello discográfico DICAP.
Este fue además el último EP lanzado por este sello, previo a su cierre producto del Golpe de Estado en Chile de 1973 y posterior inicio de la dictadura militar.

## Lista de canciones
Todas las letras escritas por Pedro Yáñez.
| Lado A |                             |             |          |  |
| N.º    | Título                      | Música      | Duración |  |
| 1.     | «El embargo»                | Pedro Yáñez |          |  |
| 2.     | «Versos por el pensamiento» | tradicional |          |  |

| Lado B |                                 |             |          |  |
| N.º    | Título                          | Música      | Duración |  |
| 3.     | «El apolítico»                  | tradicional |          |  |
| 4.     | «Versos por la reforma agraria» | tradicional |          |  |